# Musée Rupert-de-Chièvres
Le musée Rupert-de-Chièvres est le deuxième plus grand musée de la ville française de Poitiers, derrière le musée Sainte-Croix. Le bâtiment était auparavant appelé le couvent des Augustins.[réf. nécessaire]

## Historique
Le musée est implanté dans un ancien hôtel particulier situé en centre-ville, entre la préfecture et l’hôtel de ville. Le musée tient son nom de son propriétaire qui y habitait au XIXe siècle, François Radegonde Rupert de Chièvres. Rentier, Rupert de Chièvres a constitué une collection de peintures des écoles hollandaises et flamandes, mais aussi de mobiliers et de faïences. Le musée couvre les périodes inexplorées par le musée Sainte-Croix, du XVIe au XVIIIe siècle. L'ambiance y est celle d'une maison de collectionneur.
Le bâtiment du musée bénéficie de multiples protections au titre des monuments historiques : classement en 1895 du portail, classement en 1926 monument reliquaire de Sainte-Victoire-Maroze et inscription en 1952 de la Pyramide de Saint-Hilaire.
Le musée, en mai 2007, est sorti d'une période de fermeture pour travaux destinés à améliorer l'éclairage des œuvres, à ouvrir un cabinet de faïences (120 pièces présentées) et à réaménager les collections. Depuis début 2009, le musée est de nouveau fermé pour le chantier des collections et peut-être un nouveau parcours muséographique.